# 44 Hydrae
44 Hydrae är en orange jätte i Vattenormens stjärnbild.
44 Hydrae har visuell magnitud +5,06 och är synlig för blotta ögat vid normal seeing. Den befinner sig på ett avstånd av ungefär 800 ljusår.